# Centraal-Europese Internationale Beker 1955-1960
De Centraal-Europese Internationale Beker van 1955–60 was een vriendschappelijk voetbaltoernooi, het is begonnen op 27 maart 1955  en duurde tot en met 6 januari 1960. Het was de zesde (professionele) editie van dit toernooi. Het werd ook wel Dr. Gerö Cup genoemd.
Tsjecho-Slowakije won het toernooi.

## Opzet en deelnemende landen
Aan het toernooi deden zes landen mee, allemaal landen uit Centraal-Europa, het ging om Hongarije, Italië, Oostenrijk Tsjecho-Slowakije, Joegoslavië en Zwitserland. Alle deelnemende landen spelen in een aantal jaar twee wedstrijden tegen elkaar, een uit- en thuiswedstrijd.

## Eindstand
| Pos | Team              | Wed | W | G | V | Ptn | DV | DT | +/− |  | TCH | HUN | OOS | JOE | ITA | ZWI |
| --- | ----------------- | --- | - | - | - | --- | -- | -- | --- |  | --- | --- | --- | --- | --- | --- |
| 1   | Tsjecho-Slowakije | 10  | 7 | 2 | 1 | 16  | 24 | 14 | +10 |  | —   | 1–3 | 3–2 | 1–0 | 2–1 | 2–1 |
| 2   | Hongarije         | 10  | 6 | 3 | 1 | 15  | 34 | 16 | +18 |  | 2–4 | —   | 6–1 | 2–2 | 2–0 | 8–0 |
| 3   | Oostenrijk        | 10  | 4 | 3 | 3 | 11  | 21 | 21 | 0   |  | 2–2 | 2–2 | —   | 2–1 | 3–2 | 4–0 |
| 4   | Joegoslavië       | 10  | 3 | 3 | 4 | 9   | 21 | 13 | +8  |  | 1–2 | 1–3 | 1–1 | —   | 6–1 | 0–0 |
| 5   | Italië            | 10  | 2 | 3 | 5 | 7   | 12 | 21 | −9  |  | 1–1 | 1–1 | 2–1 | 0–4 | —   | 3–0 |
| 6   | Zwitserland       | 10  | 0 | 2 | 8 | 2   | 10 | 37 | −27 |  | 1–6 | 4–5 | 2–3 | 1–5 | 1–1 | —   |

## Wedstrijden
|                                                |                                        |         |                       |                                                                                  |
| 27 maart 1955 «onderlinge duels» 16:00 (UTC+1) | Tsjecho-Slowakije                      | 3–2     | Oostenrijk            | Za Lužánkamistadion, Brno Toeschouwers: 45.000 Scheidsrechter: Leo Lemešić (YUG) |
| 27 maart 1955 «onderlinge duels» 16:00 (UTC+1) | Procházka 6' Crha 33' (pen.) Pešek 52' | Verslag | 35' Probst 42' Dienst | Za Lužánkamistadion, Brno Toeschouwers: 45.000 Scheidsrechter: Leo Lemešić (YUG) |

|                                                |                 |         |                           |                                                                                        |
| 24 april 1955 «onderlinge duels» 17:00 (UTC+1) | Oostenrijk      | 2–2     | Hongarije                 | Praterstadion, Wenen Toeschouwers: 60.000 Scheidsrechter: Vasilis Diamantopoulos (GRE) |
| 24 april 1955 «onderlinge duels» 17:00 (UTC+1) | Probst 11', 30' | Verslag | 7' Fenyvesi 29' Hidegkuti | Praterstadion, Wenen Toeschouwers: 60.000 Scheidsrechter: Vasilis Diamantopoulos (GRE) |

|                                             |                         |         |                                            |                                                                              |
| 1 mei 1955 «onderlinge duels» 15:00 (UTC+1) | Zwitserland             | 2–3     | Oostenrijk                                 | Wankdorf, Bern Toeschouwers: 40.000 Scheidsrechter: Vincenzo Orlandini (ITA) |
| 1 mei 1955 «onderlinge duels» 15:00 (UTC+1) | Hügi 21' Vonlanthen 42' | Verslag | 27' Hofbauer 54' (pen.) Brousek 58' Probst | Wankdorf, Bern Toeschouwers: 40.000 Scheidsrechter: Vincenzo Orlandini (ITA) |

|                                              |        |         |                                                            |                                                                                  |
| 29 mei 1955 «onderlinge duels» 16:00 (UTC+1) | Italië | 0–4     | Joegoslavië                                                | Stadio Comunale, Turijn Toeschouwers: 65.000 Scheidsrechter: Erich Steiner (AUT) |
| 29 mei 1955 «onderlinge duels» 16:00 (UTC+1) |        | Verslag | 48' Veselinović 65' Zebec 81' (e.d.) Bergamaschi 82' Vukas | Stadio Comunale, Turijn Toeschouwers: 65.000 Scheidsrechter: Erich Steiner (AUT) |

|                                               |             |     |             |                                                                               |
| 26 juni 1955 «onderlinge duels» 17:30 (UTC+1) | Joegoslavië | 0–0 | Zwitserland | JNA Stadion, Belgrado Toeschouwers: 40.000 Scheidsrechter: István Zsolt (HUN) |
| 26 juni 1955 «onderlinge duels» 17:30 (UTC+1) | Verslag     |     |             | JNA Stadion, Belgrado Toeschouwers: 40.000 Scheidsrechter: István Zsolt (HUN) |

|                                                    |                                      |         |                                                   | |
| 17 september 1955 «onderlinge duels» 17:00 (UTC+1) | Zwitserland                          | 4–5     | Hongarije                                         | Stade Olympique de la Pontaise, Lausanne Toeschouwers: 40.000 Scheidsrechter: Jacques Devillers (FRA) |
| 17 september 1955 «onderlinge duels» 17:00 (UTC+1) | Vonlanthen 16', 43' Antenen 64', 73' | Verslag | 20', 22' Machos 26' Kocsis 57', 85' (pen.) Puskás | Stade Olympique de la Pontaise, Lausanne Toeschouwers: 40.000 Scheidsrechter: Jacques Devillers (FRA) |

|                                                 |                   |         |                                |                                                                                                 |
| 2 oktober 1955 «onderlinge duels» 15:30 (UTC+1) | Tsjecho-Slowakije | 1–3     | Hongarije                      | Stadion Československé Armády, Praag Toeschouwers: 50.000 Scheidsrechter: Laurent Franken (BEL) |
| 2 oktober 1955 «onderlinge duels» 15:30 (UTC+1) | Přáda 74'         | Verslag | 6' Kocsis 69' Czibor 84' Tichy | Stadion Československé Armády, Praag Toeschouwers: 50.000 Scheidsrechter: Laurent Franken (BEL) |

|                                                  |                                                         |         |            |                                                                                      |
| 16 oktober 1955 «onderlinge duels» 14:30 (UTC+1) | Hongarije                                               | 6–1     | Oostenrijk | Népstadion, Boedapest Toeschouwers: 104.000 Scheidsrechter: Karel van der Meer (NED) |
| 16 oktober 1955 «onderlinge duels» 14:30 (UTC+1) | Tichy 4' Kocsis 60' Czibor 65', 81' Tóth 67' Puskás 84' | Verslag | 53' Grohs  | Népstadion, Boedapest Toeschouwers: 104.000 Scheidsrechter: Karel van der Meer (NED) |

|                                                  |                       |         |                 |                                                                                    |
| 30 oktober 1955 «onderlinge duels» 15:00 (UTC+1) | Oostenrijk            | 2–1     | Joegoslavië     | Praterstadion, Wenen Toeschouwers: 60.000 Scheidsrechter: Francesco Liverani (ITA) |
| 30 oktober 1955 «onderlinge duels» 15:00 (UTC+1) | Grohs 18' Hanappi 48' | Verslag | 26' Milutinović | Praterstadion, Wenen Toeschouwers: 60.000 Scheidsrechter: Francesco Liverani (ITA) |

|                                                   |                     |         |        |                                                                                   |
| 27 november 1955 «onderlinge duels» 14:00 (UTC+1) | Hongarije           | 2–0     | Italië | Népstadion, Boedapest Toeschouwers: 70.000 Scheidsrechter: Nikolay Latyshev (URS) |
| 27 november 1955 «onderlinge duels» 14:00 (UTC+1) | Puskás 81' Tóth 84' | Verslag |        | Népstadion, Boedapest Toeschouwers: 70.000 Scheidsrechter: Nikolay Latyshev (URS) |

|                                                |                         |         |                          |                                                                                     |
| 29 april 1956 «onderlinge duels» 16:30 (UTC+1) | Hongarije               | 2–2     | Joegoslavië              | Népstadion, Boedapest Toeschouwers: 100.000 Scheidsrechter: Lucien van Nuffel (BEL) |
| 29 april 1956 «onderlinge duels» 16:30 (UTC+1) | Fenyvesi 42' Bozsik 55' | Verslag | 6' Vukas 75' Veselinović | Népstadion, Boedapest Toeschouwers: 100.000 Scheidsrechter: Lucien van Nuffel (BEL) |

|                                              |             |         |                                                        |                                                                                        |
| 10 mei 1956 «onderlinge duels» 15:00 (UTC+1) | Zwitserland | 1–6     | Tsjecho-Slowakije                                      | Stade des Charmilles, Geneve Toeschouwers: 20.669 Scheidsrechter: Jan Bronkhorst (NED) |
| 10 mei 1956 «onderlinge duels» 15:00 (UTC+1) | Ballaman 1' | Verslag | 16' Borovička 21', 31', 61', 66' Feureisl 88' Masopust | Stade des Charmilles, Geneve Toeschouwers: 20.669 Scheidsrechter: Jan Bronkhorst (NED) |

|                                              |                              |         |                                           |                                                                              |
| 20 mei 1956 «onderlinge duels» 17:00 (UTC+1) | Hongarije                    | 2–4     | Tsjecho-Slowakije                         | Népstadion, Boedapest Toeschouwers: 90.000 Scheidsrechter: Leo Lemešić (YUG) |
| 20 mei 1956 «onderlinge duels» 17:00 (UTC+1) | Machos 28' Bozsik 56' (pen.) | Verslag | 8' Feureisl 27', 55' Moravčík 70' Pazdera | Népstadion, Boedapest Toeschouwers: 90.000 Scheidsrechter: Leo Lemešić (YUG) |

|                                               |             |         |            |                                                                                     |
| 17 juni 1956 «onderlinge duels» 17:00 (UTC+1) | Joegoslavië | 1–1     | Oostenrijk | Maksimirstadion, Zagreb Toeschouwers: 30.000 Scheidsrechter: Sándor Harangozó (HUN) |
| 17 juni 1956 «onderlinge duels» 17:00 (UTC+1) | Rajkov 60'  | Verslag | 55' Koller | Maksimirstadion, Zagreb Toeschouwers: 30.000 Scheidsrechter: Sándor Harangozó (HUN) |

|                                                    |              |         |                                 |                                                                                    |
| 16 september 1956 «onderlinge duels» 15:00 (UTC+1) | Joegoslavië  | 1–3     | Hongarije                       | JNA Stadion, Belgrado Toeschouwers: 55.000 Scheidsrechter: Friedrich Seipelt (AUT) |
| 16 september 1956 «onderlinge duels» 15:00 (UTC+1) | Petaković 7' | Verslag | 5' Czibor 26' Kocsis 66' Puskás | JNA Stadion, Belgrado Toeschouwers: 55.000 Scheidsrechter: Friedrich Seipelt (AUT) |

|                                                    |               |         |                   |                                                                                  |
| 30 september 1956 «onderlinge duels» 15:30 (UTC+1) | Joegoslavië   | 1–2     | Tsjecho-Slowakije | JNA Stadion, Belgrado Toeschouwers: 50.000 Scheidsrechter: Friedrich Mayer (AUT) |
| 30 september 1956 «onderlinge duels» 15:30 (UTC+1) | Stanković 66' | Verslag | 42', 60' Přáda    | JNA Stadion, Belgrado Toeschouwers: 50.000 Scheidsrechter: Friedrich Mayer (AUT) |

|                                                   |              |         |             |                                                                    |
| 11 november 1956 «onderlinge duels» 15:00 (UTC+1) | Zwitserland  | 1–1     | Italië      | Wankdorf, Bern Toeschouwers: 57.700 Scheidsrechter: Leo Horn (NED) |
| 11 november 1956 «onderlinge duels» 15:00 (UTC+1) | Ballaman 26' | Verslag | 35' Firmani | Wankdorf, Bern Toeschouwers: 57.700 Scheidsrechter: Leo Horn (NED) |

|                                                  |                  |         |            |                                                                                      |
| 9 december 1956 «onderlinge duels» 14:30 (UTC+1) | Italië           | 2–1     | Oostenrijk | Stadio Luigi Ferraris, Genua Toeschouwers: 55.000 Scheidsrechter: Emilio Guidi (SUI) |
| 9 december 1956 «onderlinge duels» 14:30 (UTC+1) | Longoni 37', 48' | Verslag | 55' Körner | Stadio Luigi Ferraris, Genua Toeschouwers: 55.000 Scheidsrechter: Emilio Guidi (SUI) |

|                                                |                                      |         |             |                                                                                 |
| 14 april 1957 «onderlinge duels» 15:30 (UTC+1) | Oostenrijk                           | 4–0     | Zwitserland | Praterstadion, Wenen Toeschouwers: 65.000 Scheidsrechter: Vasa Stefanović (YUG) |
| 14 april 1957 «onderlinge duels» 15:30 (UTC+1) | Buzek 8', 53' Haummer 62' Koller 77' | Verslag |             | Praterstadion, Wenen Toeschouwers: 65.000 Scheidsrechter: Vasa Stefanović (YUG) |

|                                              |                                                                     |         |                    |                                                                                 |
| 12 mei 1957 «onderlinge duels» 16:30 (UTC+1) | Joegoslavië                                                         | 6–1     | Italië             | Maksimirstadion, Zagreb Toeschouwers: 45.000 Scheidsrechter: Martin Macko (TCH) |
| 12 mei 1957 «onderlinge duels» 16:30 (UTC+1) | Zebec 10' Milutinović 26' Lipošinović 40', 47' Rajkov 49' Vukas 80' | Verslag | 58' (pen.) Cervato | Maksimirstadion, Zagreb Toeschouwers: 45.000 Scheidsrechter: Martin Macko (TCH) |

|                                              |                   |         |             |                                                                                            |
| 18 mei 1957 «onderlinge duels» 16:30 (UTC+1) | Tsjecho-Slowakije | 1–0     | Joegoslavië | Tehelné pole, Bratislava Toeschouwers: 45.000 Scheidsrechter: Vasilis Diamantopoulos (GRE) |
| 18 mei 1957 «onderlinge duels» 16:30 (UTC+1) | Borovička 57'     | Verslag |             | Tehelné pole, Bratislava Toeschouwers: 45.000 Scheidsrechter: Vasilis Diamantopoulos (GRE) |

|                                                  |                             |         |                   |                                                                                  |
| 13 oktober 1957 «onderlinge duels» 14:30 (UTC+1) | Oostenrijk                  | 2–2     | Tsjecho-Slowakije | Praterstadion, Wenen Toeschouwers: 56.000 Scheidsrechter: Gottfried Dienst (SUI) |
| 13 oktober 1957 «onderlinge duels» 14:30 (UTC+1) | Körner 30' Senekowitsch 54' | Verslag | 5', 7' Moravčík   | Praterstadion, Wenen Toeschouwers: 56.000 Scheidsrechter: Gottfried Dienst (SUI) |

|                                                |                                  |         |                        |                                                                               |
| 23 maart 1957 «onderlinge duels» 15:00 (UTC+1) | Oostenrijk                       | 3–2     | Italië                 | Praterstadion, Wenen Toeschouwers: 60.000 Scheidsrechter: Gérard Versyp (BEL) |
| 23 maart 1957 «onderlinge duels» 15:00 (UTC+1) | Kozlicek 4' Körner 79' Buzek 82' | Verslag | 47' Petris 61' Firmani | Praterstadion, Wenen Toeschouwers: 60.000 Scheidsrechter: Gérard Versyp (BEL) |

|                                                    |                          |         |             |                                                                                       |
| 20 september 1958 «onderlinge duels» 16:00 (UTC+1) | Tsjecho-Slowakije        | 2–1     | Zwitserland | Tehelné pole, Bratislava Toeschouwers: 50.000 Scheidsrechter: Lucien van Nuffel (BEL) |
| 20 september 1958 «onderlinge duels» 16:00 (UTC+1) | Scherer 41' Moravčík 49' | Verslag | 28' Meier   | Tehelné pole, Bratislava Toeschouwers: 50.000 Scheidsrechter: Lucien van Nuffel (BEL) |

|                                                   |           |         |                   |                                                                                          |
| 13 december 1958 «onderlinge duels» 14:30 (UTC+1) | Italië    | 1–1     | Tsjecho-Slowakije | Stadio Luigi Ferraris, Genua Toeschouwers: 40.000 Scheidsrechter: Kurt Tschenscher (FRG) |
| 13 december 1958 «onderlinge duels» 14:30 (UTC+1) | Galli 83' | Verslag | 26' Masopust      | Stadio Luigi Ferraris, Genua Toeschouwers: 40.000 Scheidsrechter: Kurt Tschenscher (FRG) |

|                                                |             |         |                                                        |                                                                               |
| 26 april 1959 «onderlinge duels» 15:00 (UTC+1) | Zwitserland | 1–5     | Joegoslavië                                            | St. Jakob-Park, Bazel Toeschouwers: 37.000 Scheidsrechter: Cesare Jonni (ITA) |
| 26 april 1959 «onderlinge duels» 15:00 (UTC+1) | Rey 57'     | Verslag | 3' Lipošinović 41', 48' Šekularac 82', 86' Veselinović | St. Jakob-Park, Bazel Toeschouwers: 37.000 Scheidsrechter: Cesare Jonni (ITA) |

|                                                  |                                                               |         |             |                                                                                |
| 25 oktober 1959 «onderlinge duels» 14:00 (UTC+1) | Hongarije                                                     | 8–0     | Zwitserland | Népstadion, Boedapest Toeschouwers: 70.000 Scheidsrechter: Ivan Lukyanov (URS) |
| 25 oktober 1959 «onderlinge duels» 14:00 (UTC+1) | Göröcs 1', 79' Tichy 19', 28', 35', 66' Sándor 22' Albert 27' | Verslag |             | Népstadion, Boedapest Toeschouwers: 70.000 Scheidsrechter: Ivan Lukyanov (URS) |

|                                                  |                          |         |             |                                                                                           |
| 1 november 1959 «onderlinge duels» 14:15 (UTC+1) | Tsjecho-Slowakije        | 2–1     | Italië      | Stadion Československé Armády, Praag Toeschouwers: 45.000 Scheidsrechter: Reg Leafe (ENG) |
| 1 november 1959 «onderlinge duels» 14:15 (UTC+1) | Dolinský 29' Scherer 41' | Verslag | 9' Lojacono | Stadion Československé Armády, Praag Toeschouwers: 45.000 Scheidsrechter: Reg Leafe (ENG) |

|                                                   |                    |         |           |                                                                                                 |
| 29 november 1959 «onderlinge duels» 14:30 (UTC+1) | Italië             | 1–1     | Hongarije | Stadio Comunale Giovanni Berta, Florence Toeschouwers: 67.000 Scheidsrechter: Piet Roomer (NED) |
| 29 november 1959 «onderlinge duels» 14:30 (UTC+1) | Cervato 56' (pen.) | Verslag | 50' Tichy | Stadio Comunale Giovanni Berta, Florence Toeschouwers: 67.000 Scheidsrechter: Piet Roomer (NED) |

|                                                 |                                               |         |             |                                                                                        |
| 6 januari 1960 «onderlinge duels» 14:30 (UTC+1) | Italië                                        | 3–0     | Zwitserland | Stadio San Paolo, Napels Toeschouwers: 55.000 Scheidsrechter: Daniel Zariquiegui (ESP) |
| 6 januari 1960 «onderlinge duels» 14:30 (UTC+1) | Magerli 47' (e.d.) Stacchini 64' Montuori 81' | Verslag |             | Stadio San Paolo, Napels Toeschouwers: 55.000 Scheidsrechter: Daniel Zariquiegui (ESP) |

## Topscorers
| Speler            | Land              | Doelpunten |
| ----------------- | ----------------- | ---------- |
| Lajos Tichy       | Hongarije         | 7          |
| Anton Moravčík    | Tsjecho-Slowakije | 5          |
| Jiří Feureisl     | Tsjecho-Slowakije | 5          |
| Ferenc Puskás     | Hongarije         | 5          |
| Zoltán Czibor     | Hongarije         | 4          |
| Sándor Kocsis     | Hongarije         | 4          |
| Erich Probst      | Oostenrijk        | 4          |
| Todor Veselinović | Joegoslavië       | 4          |